# 即將返家
即將返家是美國創作歌手梅根·崔娜的歌曲，收錄在由史诗唱片發行的迷你專輯《I'll Be Home for Christmas》（2014年）。歌曲其後亦收錄在她的首張主流廠牌錄音室專輯《招牌金曲》（2015年）的日本版與特別版，以及作為附贈曲收錄在她的聖誕專輯《棉花糖聖誕》（2020年）。歌曲由崔娜獨自創作兼製作，是一首關於承諾自己會在聖誕節歸家的聖誕谣曲。音樂評論家讚賞歌曲與她其他作品比較的正面聲音轉變。在商業成績上，歌曲於2015年最高登上瑞士單曲榜第56位、荷蘭單曲榜第72位，以及瑞典單曲榜第35位，並獲瑞典當地認證為金唱片。歌曲其後在2018年至2019年間打進其他國家的單曲榜，包括奧地利單曲榜的第53位、挪威單曲榜的第31位，以及德國單曲榜的第45位。

## 背景與反響
即將返家是一首聖誕谣曲，由梅根·崔娜獨自創作兼製作。歌曲最初收錄在由史诗唱片發行的迷你專輯《I'll Be Home for Christmas》（2014年），其後亦收錄在她的首張主流廠牌錄音室專輯《招牌金曲》（2015年）的日本版與特別版。《時代雜誌》的諾蘭·菲尼把歌曲列入他的專欄文章《2014年會讓你悲傷的5首抑鬱聖誕歌》 ，並指出其與崔娜其他作品比較的正面聲音轉變：「即將返家沒有拍掌和直立貝斯的聲音。取而代之的是一首展現出這位歌手的聲音（聽起來比以往更為可愛）的簡單鋼琴謠曲」。歌曲在2020年作為附贈曲收錄在崔娜的聖誕專輯《棉花糖聖誕》。
《今夜娛樂》的約翰·布恩亦指出歌曲與崔娜突破性熱門歌曲棉花糖女孩（2014年）之間的分別，並強調「聖誕老人打來要我確定我準備好了／他說：『用所有的慈愛包裝禮物』／風將白雪吹入天際／但我不會讓寒風阻擋我」為他喜愛的歌詞。Fuse的傑夫·本傑明指這是「一首關於承諾在聖誕節歸家的原創誠摯冬日謠曲」，而音樂電視網新聞的埃米莉·林德納則認為從即將返家中能看見崔娜「擺脫了她標誌性的無禮話語而展現出她甜蜜的聲樂」。《耶洗別》的克羅弗·霍普指歌曲「能夠再多添一點味道」。

## 商業成績
2015年，即將返家打進瑞典單曲榜第65位、荷蘭單曲榜第94位，以及比利時Ultratip單曲榜第24位、2016年，歌曲在荷蘭單曲榜升至第72位。歌曲在2017年成功打進德國單曲榜，以第66位的排名首次進榜。歌曲在同年登上瑞典單曲榜的第35位新高，並打進瑞士單曲榜第93位。2018年12月，歌曲打進數個國家的單曲榜，包括德國單曲榜的第45位、荷蘭單曲榜的第79位、挪威單曲榜的第31位、瑞典單曲榜的第35位，以及瑞士單曲榜的第35位。歌曲在2019年1月4日當週以第53位的最高排名首次打進奧地利單曲榜。即將返家亦分別獲得瑞典唱片業協會的金唱片認證，以及英國唱片業協會的銀唱片認證。

## 銷售榜單
| 週榜單（2015年－2021年）           | 最高 位置 |
| ---------------------------------- | --------- |
| 澳洲（澳大利亚唱片业协会榜）       | 99        |
| 奥地利（Ö3四十强单曲榜）           | 41        |
| 比利时佛兰德（Ultratip榜外單曲榜） | 24        |
| 加拿大（《告示牌》Canada AC）      | 4         |
| 加拿大（《告示牌》Canada Hot AC）  | 49        |
| 德国（德國官方單曲榜）             | 36        |
| 全球（Billboard Global 200）       | 140       |
| 荷兰（百强单曲榜）                 | 63        |
| 挪威（VG-lista）                   | 31        |
| 瑞典（瑞典最熱榜）                 | 35        |
| 瑞士（瑞士热门音乐榜）             | 56        |
| 英國（官方榜单公司單曲榜）         | 70        |
| 美國（《告示牌》成人當代單曲榜）   | 5         |
| 美國（《告示牌》節日歌曲榜）       | 52        |

## 認證
| 地區                                 | 认证 | 认证单位/销量 |
| ------------------------------------ | ---- | ------------- |
| 瑞典（瑞典唱片業協會）               | 金   | 4,000,000†    |
| 英国（英国唱片业协会）               | 银   | 200,000‡      |
| ‡僅含認證的+實際銷量 †僅含認證的銷量 |      |               |

## 資料來源
1. 1 2  . iTunes Store. 2015-03-04  [2015-11-10]. （原始内容存档于2016-03-06）.
2. ↑  Trust, Gary. . Billboard. 2014-12-01  [2019-01-14]. （原始内容存档于2018-12-22）.
3. ↑  Tucker, Rebecca. . National Post. 2014-10-14  [2019-01-14]. （原始内容存档于2018-11-07）.
4. 1 2  Epic Records. . Meghan Trainor. 2020.
5. ↑  Wass, Mike. . Idolator（英语：Idolator (website)）. 2015-10-28  [2015-12-23]. （原始内容存档于2015-10-31）.
6. ↑  Feeney, Nolan. . Time. 2014-12-23  [2019-01-14]. （原始内容存档于2018-04-16）.
7. ↑  Boone, John. . Entertainment Tonight（英语：Entertainment Tonight）. 2014-12-23  [2019-01-14]. （原始内容存档于2016-12-23）.
8. ↑  Benjamin, Jeff. . Fuse（英语：Fuse (TV channel)）. 2014-12-02  [2019-01-14]. （原始内容存档于2016-03-04）.
9. ↑  Lindner, Emilee. . MTV News（英语：MTV News）. 2014-12-14  [2019-01-14]. （原始内容存档于2018-04-24）.
10. ↑  Hope, Clover. . Jezebel（英语：Jezebel (website)）. 2014-12-23  [2019-01-14]. （原始内容存档于2016-06-18）.
11. 1 2 3 4  "Swedishcharts.com – Meghan Trainor – I'll Be Home". Singles Top 100.  （英語）.
12. 1 2 3 4  "Dutchcharts.nl – Meghan Trainor – I'll Be Home". Single Top 100.  （荷蘭語）.
13. 1 2  "Ultratop.be – Meghan Trainor – I'll Be Home". Ultratip.    （荷蘭語）.
14. 1 2 3  "Meghan Trainor – I'll Be Home". GfK Entertainment charts.  Retrieved 2020-12-30.  （德語）.
15. 1 2 3  "Swisscharts.com – Meghan Trainor – I'll Be Home". Swiss Singles Chart.  （英語）.
16. 1 2  . VG-lista.   [2018-12-29]. （原始内容存档于2018-12-29）.
17. 1 2  "Austriancharts.at – Meghan Trainor – I'll Be Home". Ö3 Austria Top 40.   （德語）.
18. 1 2  . Grammofon Leverantörernas Förening.   [2018-12-21]. （原始内容存档于2013-05-21）.
19. 1 2  . British Phonographic Industry.   [2020-12-18] （英语）.
20. ↑  . auspOp. 2019-12-28  [2019-12-28]. （原始内容存档于2019-12-28）.
21. ↑  "Meghan Trainor Chart History (Canada AC)". Billboard.  2019-12-12.（英語）.
22. ↑  "Meghan Trainor Chart History (Canada Hot AC)". Billboard.  [2019-12-12].（英語）.
23. ↑  "Meghan Trainor – Chart history". Billboard.  Retrieved 2020-12-29. （英語）.
24. ↑  "Official Singles Chart Top 100". Official Charts Company.  （英語）.
25. ↑   "Meghan Trainor Chart History (Adult Contemporary)". Billboard.  [2018-12-21].（英語）.
26. ↑  . Billboard.   [2018-12-21]. （原始内容存档于2018-05-12）.